# Friedrich Gauermann

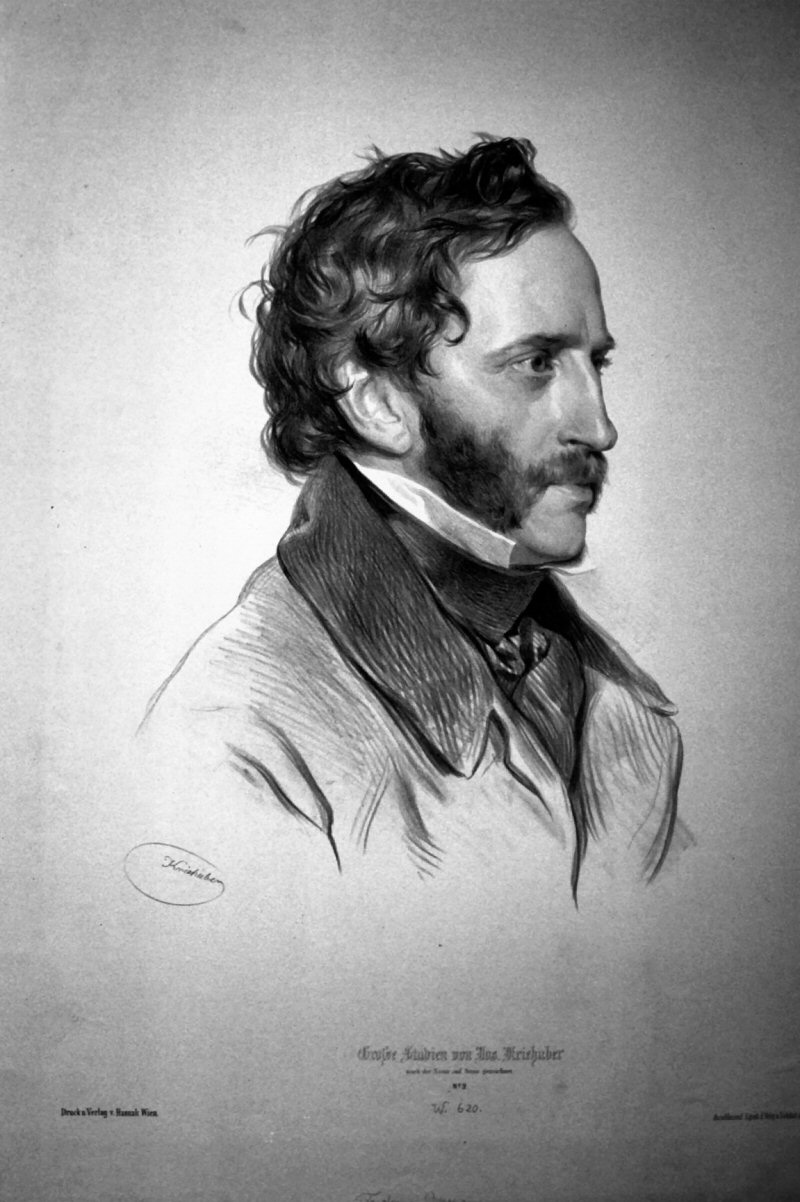
Friedrich Gauermann, litografi av Joseph Kriehuber, 1852.

Friedrich August Matthias Gauermann, född den 20 september 1807 i Scheuchenstein, kommunen Miesenbach, Niederösterreich, död den 7 juli 1862 i Wien, var en österrikisk målare och grafiker. Han var son till målaren och kopparstickaren Jakob Gauermann (1772–1843).
Gauermann målade tyrolerbilder och andra landskap med djurstaffage, utmärkta av sin trogna karakteristik, samt efterlämnade en värdefull samling djurstudier i radering och litografi. Han är representerad i Wiens hovmuseum, i Berlin och Frankfurt med flera platser.